# Nieuwendijk (Holanda do Sul)
Nieuwendijk (51° 45′ N, 4° 19′ L) é uma cidade dos Países Baixos, na província de Holanda do Sul. Nieuwendijk (Holanda do Sul) pertence ao município de Korendijk, e está situada a 9 km, a sul de Spijkenisse.
Em 2001, a cidade de Nieuwendijk tinha 325 habitantes. A área urbana da cidade é de 0.098 km², e tem 133 residências.
A área de Nieuwendijk, que também inclui as partes periféricas da cidade, bem como a zona rural circundante, tem uma população estimada em 370 habitantes.